# IC 248
IC 248 ist eine Spiralgalaxie vom Hubble-Typ Sa im Sternbild Widder an der Ekliptik. Sie ist schätzungsweise 399 Millionen Lichtjahre von der Milchstraße entfernt und hat einen Durchmesser von etwa 130.000 Lichtjahren. Vom Sonnensystem aus entfernt sich die Galaxie mit einer errechneten Radialgeschwindigkeit von näherungsweise 8.900 Kilometern pro Sekunde.
Im selben Himmelsareal befinden sich unter anderem die Galaxien NGC 1030, NGC 1054, PGC 10104, PGC 3090306.
Das Objekt wurde im September 1891 von dem US-amerikanischen Astronomen Sherburne Wesley Burnham entdeckt.